# Binibèquer Vell
Binibèquer Vell (incorrectament anomenat Binibeca Vell) és un complex turístic ubicat a la costa meridional de l'illa de Menorca (Balears), que pertany al terme municipal de Sant Lluís. Es va edificar entre el 1964 i el 1968. Es troba a 5 km del centre del municipi, i a 8 km de Maó, capital insular. Es situa entre el Cap d'en Font a l'oest, i la platja de Binibeca a l'est.
Es tracta d'un nucli concebut pels arquitectes Antoni Sintes Mercadal i Francesc Joan Barba Corsini i pretén emular l'estil d'edificació propi de les cases de pescadors tradicionals. Aquest fet li ha valgut certa popularitat com a punt de visita turística, fins a esdevenir un dels indrets més fotografiats de l'illa.
La seva arquitectura el diferencia d'altres complexos turístics coetanis com Empuriabrava a la Costa Brava o La Mota Granda a Occitània. Al voltant del nucli s'ha desenvolupat una urbanització de cases unifamiliars i comerços, la qual cosa l'ha convertit en una destinació molt popular entre el turisme d'estiu.